# ルキーノ・ヴィスコンティ (ミラノの僭主)
ルキーノ・ヴィスコンティ（Luchino Visconti, 1287年頃 - 1349年1月24日）は、ミラノの僭主。

## 生涯
マッテーオ1世・ヴィスコンティとボナコッサ・ボッリとの第四子として、1287年頃誕生した。1314年には、ピエモンテにて兄弟のマルコと共に教皇派と戦った。
1315年、パルマ領にて皇帝派を助けるためトスカーナに出向きウグッチョーネ・デッラ・ファッジュオーラの援軍とのモンテアペルティの戦いで傷ついた
1319年にはモンカステッロの勝利に協力し、トリゼッレの戦いで新しい傷を負った。
1337年には、マスティーノ・デッラ・スカーラと戦ったが、マントヴァ付近で退却を選んだ。
1339年にヴィスコンティ軍の指揮につきパラビアーゴで聖ゲオルギウスの軍の指揮官で投獄されていた従兄弟のロドリジオ・ヴィスコンティに勝利した。同年、ミラノ僭主であった甥のアッツォが子供を残さず死に、その後を継いだ。
議会で兄のジョヴァンニと共に宣言され、実際に政府に影響を残した。彼は残酷な僭主で貴族の敵であった。彼に対しフランチェスコ・プステルラが謀反を企て、妻をだましたが、陰謀は発覚し、プステルラとその一味は処刑された。
1342年にはベッリンツォーナをルスカ家に、ロカルノ、アスティ、トルトーナ、アレッサンドリア、アルバ、ケラスコを自分の政府に併合した、そのためこれらを巡り最後に戦ったアンジュー家とサヴォイア家と敵対した。
1344年に対ピサ戦争を開始し、1346年にエステ家の領土の一部からパルマが譲与される事で戦争は終結した。ルキーノの最後の功績はモンフェッラート侯国とゴンザーガ家との戦争だが、1349年に急死したため最後まで指揮できなかった。一説によると妻イザベッラ・フィエスキに毒殺されたのではないかと言われている。息子のルキーノ・ノヴェッロは彼の遺児ではないとされ、地位を剥奪された。
ルキーノの家族とミラノは1321年から破門と政務停止となっていたが、1341年教皇の許しを得た。ヴィスコンティ家は彼の時代から権力を増大させていくが、一部の領主達から没収したおかげで一財産を築くことができた。